# Операція «Барклай»
Операція «Барклай» (англ. Operation Barclay) — кодова назва спеціальної дезінформаційної операції, проведеної союзниками під час висадки союзних військ на Сицилію. Операція проводилася одночасно із серією інших операцій, що мали за мету відволікти увагу командування Вермахту відносно дійсного напрямку зосередження основних зусиль під час вторгнення союзних військ на Європейський континент.

## Зміст
Операція «Барклай» ставила за мету введення в оману німецько-італійського командування стосовно планів союзного командування на ведення військових дій в Середземномор'ї на літню кампанію 1943 року. Головною ціллю було змусити німців розпорошити свої сили по всій акваторії театру воєнних дій.
Власно операція складалася з комплексу окремих дезінформаційних, розвідувальних та спеціальних операцій, які дезорієнтували супротивника. Здійснювалося постійне пересування та передислокація військ на території Північної Африки, формування хибних дивізій та навіть армії. Велися роботи з перекладачами грецької мови, друк та розповсюдження карт території Балканських країн, у першу чергу Греції, чим акцентувалася увага союзного командування до цього стратегічного напрямку.
В Єгипті сформована 12-та британська армія, що складалася з 12 фіктивних дивізій. Масштаб та інтенсивність дезінформаційної операції були настільки розгалужені, що навіть Гітлер був переконаний — основним напрямком вторгнення союзників буде Греція.
В контексті операції «Барклай» здійснювалася одна з найвідоміших операцій в історії світових розвідок — операція «Мінсміт». Для посилення ефекту проведення акцій з введення в оману, британці майстерно розіграли підкидання хибних «цілком таємних» документів німецькому Абверу. Водночас, Управління спеціальних операцій разом з грецькими повстанцями влаштували низку диверсійних та силових актів, посилюючи враження про підготовку союзників до вторгнення на узбережжя Греції.
Збільшення військової присутності на території Балкан призвело до негативних наслідків для грецького Руху опору. Широкомасштабні антипартизанські дії та посилення боротьби з підпільниками призвели до низки серйозних втрат серед грецьких патріотів. Німцями влаштовані показові каральні акції, серед яких масове вбивство цивільних у Калаврита та бійня в Дістомо.
Операція «Барклай» закінчилася успішно. Верховне Командування німецьких військ прийняло зосередження союзних військ у східній частині Північної Африки за концентрацію сил вторгнення й вжило відповідних кроків для протистояння на балканському напрямку. Чисельність німецьких військ тут зросла з 8 до 18 дивізій за короткий час, певна кількість бойових кораблів італійського флоту була перенацілена на Адріатичне море. Висадка союзних військ мала повний оперативний та тактичний успіх.